# هوشنگ‌شاه غوری

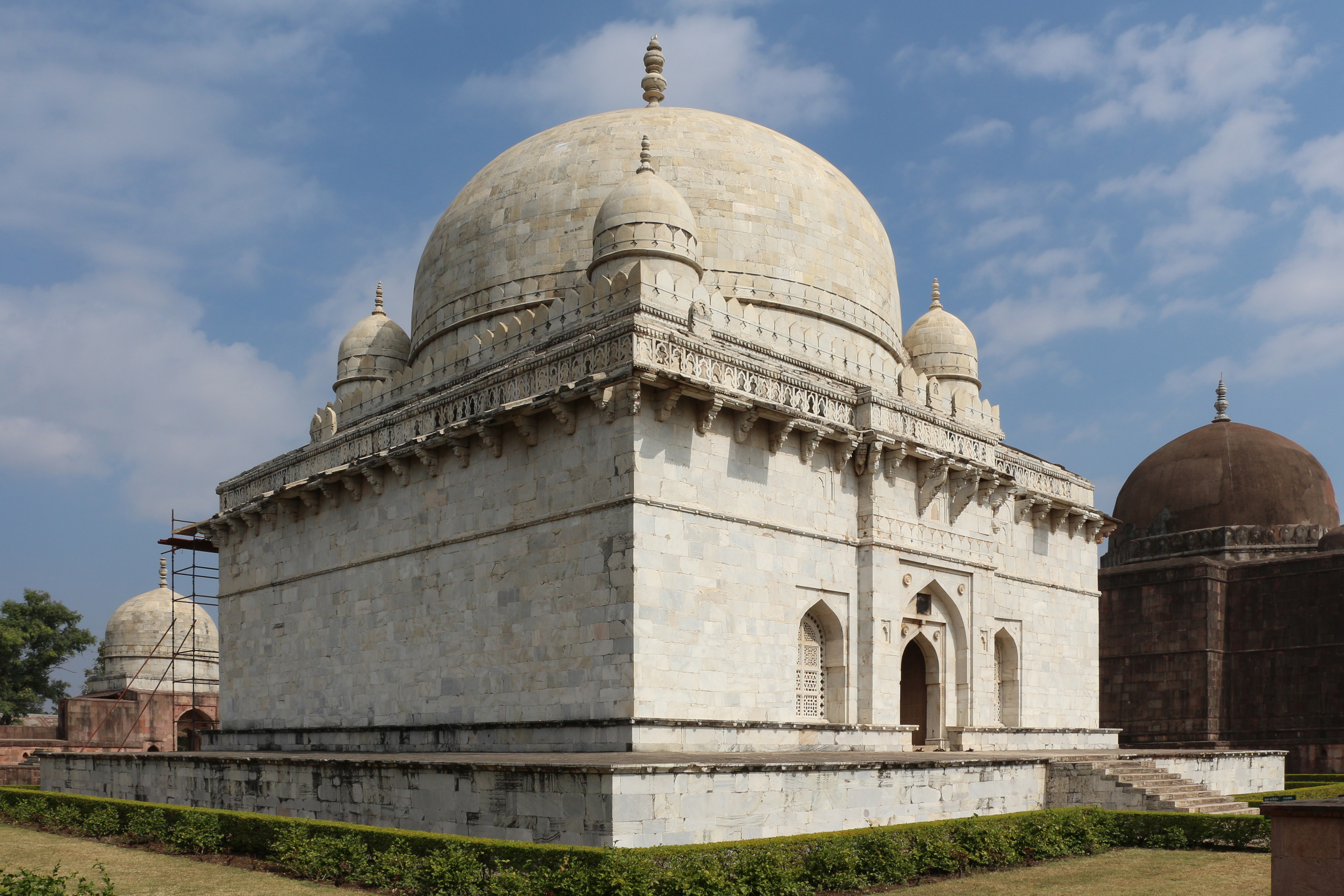
مزار هوشنگ‌شاه در شهر مَندو.

هوشنگ‌شاه غوری (۱۴۰۶ تا ۱۴۳۵ م.) نخستین شاه مسلمانی بود که در منطقه ملوه در مرکز هند رسماً به پادشاهی رسید. نام او پیش از تاج‌گذاری آلپ خان بود.
پدر آلپ خان، دلاور خان غوری از درباریان فیروزشاه تُغلَق، سلطان دهلی بود. دلاور خان غوری احتمالاً از سوی فیروزشاه به عنوان حاکم ملوه گمارده شده بود اما در سال ۱۴۰۱ م. خود را از دهلی مستقل کرد.
شهر هوشنگ‌آباد در این منطقه به نام هوشنگ‌شاه غوری نام‌گذاری شده‌است.